# دانييل بي كيسلر
دانييل بي كيسلر (بالإنجليزية: Daniel P. Kessler) هو اقتصادي ومدرس أمريكي، ولد في 1966.